# Watain
Watain är ett svenskt black metal-band från Uppsala som bildades 1998. Debutalbumet Rabid Death's Curse gavs ut 2000 och senaste albumet, The Agony And Ecstasy Of Watain släpptes i april 2022.

## Biografi
Den första skiva som musikgruppen släppte var 7″ EP:n The Essence of Black Purity, genom svenska Grimrune Productions, inspelad i Necromorbus Studios år 1999. Franska black metal-bolaget Drakkar Productions (ej att blandas ihop med det nedlagda amerikanska högerextrema bolaget Drakkar) erbjöd Watain att skriva kontrakt för två musikalbum i fullängdsformat, och debutalbumet Rabid Death's Curse släpptes 2000. Watain turnerade och framträdde efter detta tillsammans med band som Rotting Christ, Antaeus, Dark Funeral, Malign med flera.
År 2003 gick Watain återigen in i studion för att spela in sitt andra album, Casus Luciferi. Efter detta deltog de i turnén "The Stellar Dimension Infernal Tour" genom Europa, tillsammans med musikgrupperna Secrets of the Moon och Averse Sefira. De turnerade också genom 18 länder med Dissection under deras två månader långa "Rebirth of Dissection"-turné år 2004. Watains tredje fullängdsalbum, Sworn to the Dark, släpptes 18 februari 2007 via Season of Mist. Det fjärde albumet, med titeln Lawless Darkness, gavs ut 7 juni 2010 och vann en Grammis 2011 i kategorin Årets hårdrock.
Bandets femte album, The Wild Hunt, släpptes i augusti 2013. Albumet innefattar två coverlåtar, "Play with the Devil" av Taiwaz och "Fuck Off, We Murder" av GG Allin. Spåret "They Rode On" på albumet är det första någonsin där Erik Danielsson sjunger rent igenom hela låten, något han tog sånglektioner för.
Bandet är känt för sin spektakulära och extrema scenshow där pyroteknik, ruttnande kadaver och härsket grisblod är en del av föreställningen.

## Medlemmar
Nuvarande medlemmar
- E. (Karl Erik Stellan Danielsson) – sång, basgitarr (1998– )
- H. (Nils Håkan Jonsson) – trummor (1998– )
- P. (Pelle Martin Forsberg) – elgitarr (1998– )

Tidigare medlemmar
- C. Blom – gitarr (1998–2000)

Livemedlemmar
- Alvaro Lillo – basgitarr (2007– ), gitarr (2019– )
- H. Death (Hampus Eriksson)	– gitarr (2008, 2013, 2014– )
- E. Forcas (Emil Svensson) – trummor (2015– )
- Set Teitan (Davide Totaro) – gitarr (2007–2018)
- John Doe (John Sjölin) – gitarr
- Tore Stjerna – gitarr, basgitarr (2000–2002)
- Y. (Yonas Lindskog) – basgitarr (2001–2005)
- S. L. (Selim Lemouchi) – gitarr (2010, 2012; död 2014)
- Gottfrid Åhman – gitarr (2013)

## Diskografi
Demo
- 1998 – Go Fuck Your Jewish "God"
- 2002 – Promo 2002
- 2002 – Puzzlez ov Flesh
- 2003 – Promotape 0III

Studioalbum
- 2000 – Rabid Death's Curse
- 2003 – Casus Luciferi
- 2007 – Sworn to the Dark
- 2010 – Lawless Darkness
- 2013 – The Wild Hunt
- 2018 – Trident Wolf Eclipse
- 2022 – The Agony And Ecstasy Of Watain

Singlar
- 1999 – "The Essence of Black Purity" / "On Horns Impaled"
- 2010 – "Reaping Death" / "Chains of Death (Death SS cover)"
- 2013 – "Outlaw"
- 2013 – "All That May Bleed" / "Play with the Devil (Taiwaz cover)"
- 2013 – "Fuck Off, We Murder (GG Allin cover)" / "Fuck Off, We Murder (GG Allin cover)"
- 2017 – "Nuclear Alchemy" / "Beyond" (Tormentor cover)
- 2022 – "The Howling"
- 2022 – "Serimosa"
- 2022 – "We Remain"

Livealbum
- 1998 – Black Metal Sacrifice
- 2000 – The Ritual Macabre
- 2015 – Tonight We Raise Our Cups and Toast in Angels Blood: A Tribute to Bathory
- 2015 – Stellar Descension Infernal in Budapest

Samlingsalbum
- 2012 – The Vinyl Reissues (vinyl box)
- 2015 – Satanic Deathnoise from the Beyond (CD box)

Video
- 2012 – Opus Diaboli

Annat
- 2001 – The Misanthropic Ceremonies (delad EP: Watain / Diabolicum)
- 2016 – Sathanas / Luciferi Tour EP (delad EP: Mayhem / Watain)
- 2017 – Rock Hard Sampler Jan 2018 (delad CD: Watain / Tribulation)
- 2019 – Black Metal Terror (delad 4 x 7" vinyl box: Triumphator / Watain / Ofermod / Malign)

## Trivia
När polska bandet Behemoths sångare Adam "Nergal" Darski dömdes till böter för att ha ”sårat religiösa känslor” bar han en T-shirt från Watain. Darski betecknade katolska kyrkan som ”den mest mordiska sekten på planeten” och slet sönder en bibel som han kallade ”en bok fylld av lögner”.